# Memorial Marco Pantani
Memorial Marco Pantani – jednoetapowy wyścig kolarski rozgrywany we Włoszech, w regionie Emilia-Romania, dla uczczenia pamięci tragicznie zmarłego, wybitnego kolarza włoskiego Marco Pantaniego. Od 2006 roku należy do cyklu UCI Europe Tour i jest zaliczany do kategorii 1.1.
Wyścig odbył się po raz pierwszy w roku 2004 i organizowany jest co roku z początkiem czerwca (od 2010 we wrześniu). Do 2018 zwyciężali w zawodach tylko Włosi. W 2019 roku po raz pierwszy wyścig wygrał zawodnik niepochodzący z Włoch - Aleksiej Łucenko.

## Lista zwycięzców
Opracowano na podstawie:
| Rok  | Pierwsze          | Drugie            | Trzecie              |          |
| ---- | ----------------- | ----------------- | -------------------- | -------- |
| 2004 | Damiano Cunego    | Franco Pellizotti | Luca Mazzanti        |          |
| 2005 | Gilberto Simoni   | Luca Mazzanti     | Emanuele Sella       |          |
| 2006 | Daniele Bennati   | Luca Mazzanti     | Rusłan Pidhorny      |          |
| 2007 | Franco Pellizotti | Luca Mazzanti     | Pasquale Muto        |          |
| 2008 | Enrico Rossi      | Damiano Cunego    | Rusłan Pidhorny      |          |
| 2009 | Roberto Ferrari   | Giovanni Visconti | Valerio Agnoli       |          |
| 2010 | Elia Viviani      | José Serpa        | Manuel Belletti      |          |
| 2011 | Fabio Taborre     | Davide Rebellin   | Daniel Martin        |          |
| 2012 | Fabio Felline     | Elia Viviani      | Giovanni Visconti    |          |
| 2013 | Sacha Modolo      | Enrico Rossi      | Andrea Piechele      |          |
| 2014 | Sonny Colbrelli   | Grega Bole        | Fabio Chinello       |          |
| 2015 | Diego Ulissi      | Giovanni Visconti | Vincenzo Nibali      |          |
| 2016 | Francesco Gavazzi | Matteo Busato     | Paolo Totò           |          |
| 2017 | Marco Zamparella  | Diego Ulissi      | Egan Bernal          |          |
| 2018 | Davide Ballerini  | David Gaudu       | Francesco Gavazzi    |          |
| 2019 | Aleksiej Łucenko  | Diego Rosa        | Guillaume Martin     |          |
| 2020 | Fabio Felline     | Ethan Hayter      | Alaksandr Rabuszenka |          |
| 2021 | Sonny Colbrelli   | Vincenzo Albanese | Alex Aranburu        |          |
| 2022 | odwołany          | odwołany          | odwołany             | odwołany |
| 2023 | Aleksiej Łucenko  | Marc Hirschi      | Pawieł Siwakow       |          |
| 2024 | Marc Hirschi      | Lorenzo Milesi    | Vincenzo Albanese    |          |
| 2025 |                   |                   |                      |          |